# أدرينوكروم
أدرينوكروم هو مركب عضوي صيغته C9H9NO3، ويوجد في الشروط القياسية على شكل صلب بلوري أحمر اللون.
يعد الأدرينوكروم ناتج أكسدة الأدرينالين.

## التحضير
يستحصل على الأدرينوكروم في الجسم الحي من الأكسدة الحيوية للأدرينالين؛ أما في المختبر فيستخدم أكسيد الفضة الأحادية عاملاً مؤكسداً لتفاعل التحضير من الأدرينالين:

أكسدة الأدرينالين

## التأثيرات
أوردت بعض الدراسات الصغيرة التي أجريت في خمسينيات وستينيات القرن العشرين أن للأدرينوكروم يمكن أن يسبب تأثيرات ذهانية مثل اضطراب الفكر وتبدد الواقع والابتهاج. كما بين باحثون آخرون أنه يمكن أن يكون للأدرينوكروم دوراً في الفصام واضطرابات ذهنية أخرى؛ فيما عرف باسم «فرضية الأدرينوكروم».